# Astrophytum ornatum

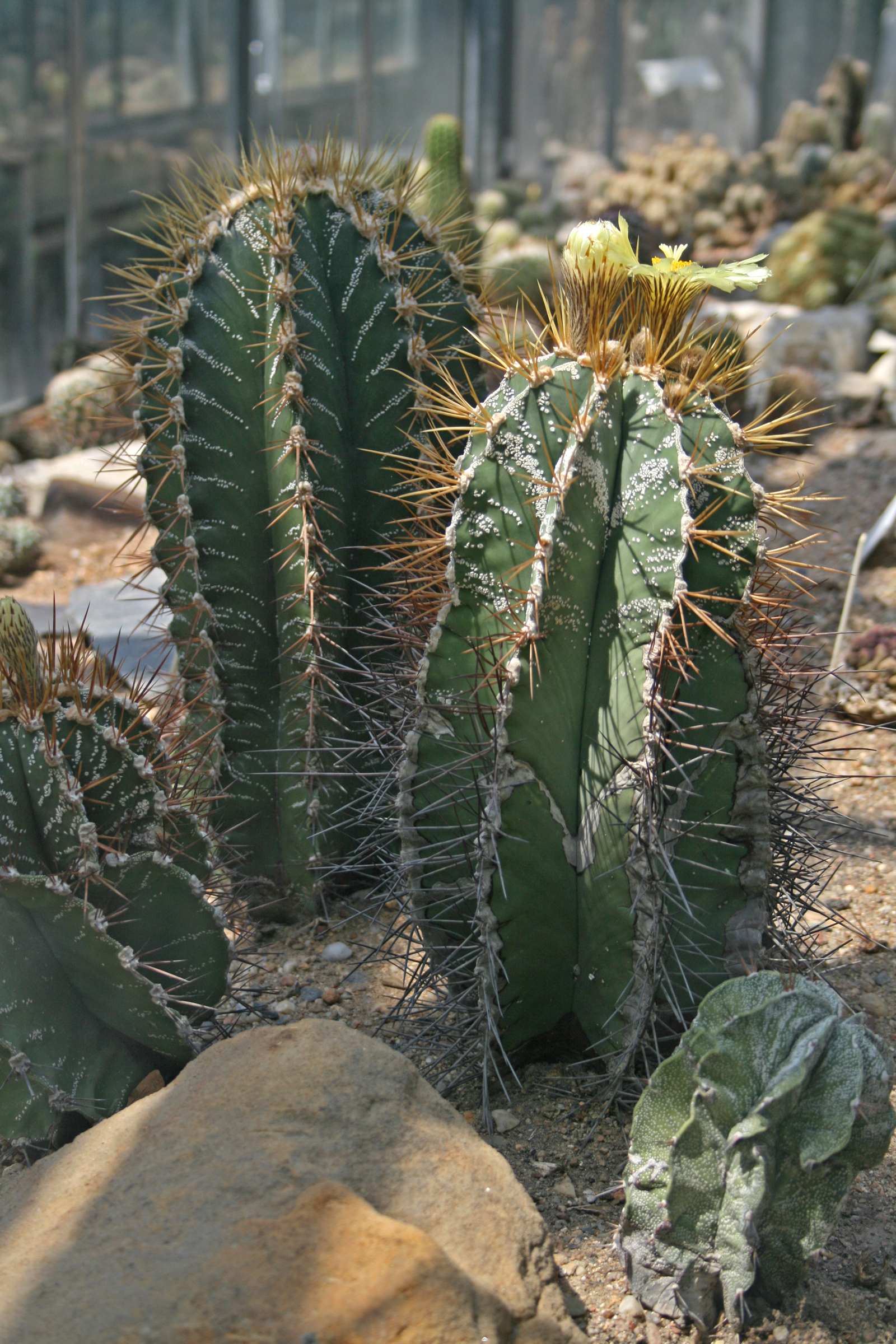
Astrophytum ornatum

Astrophytum ornatum (укр. Астрофітум прикрашений) — рослина з роду астрофітум родини кактусових.

## Зовнішній вигляд
Найбільший з усіх Астрофітумів. Стебло сіро-зелене, кулясте, з часом довгасте. У природі перевищує 1 м заввишки і 30 см в діаметрі. Колекційні рослини значно менші.
Форма virens відрізняється майже повною відсутністю цяток на стеблі, хоча це не є абсолютно стійкою ознакою.
Ребра як правило, з гострими високими ребрами, на яких білі крапки розташовуються у вигляді дугоподібного візерунка.
Колючки (5-11) від жовтувато-коричневих до червонуватих, гострі, жорсткі, 3-5 см завдовжки.
Квіти світло-жовті, до 10 см в діаметрі, з'являються тільки на старих рослинах.
Плоди кулясті або довгасті, з п'ятьма гніздами, розкриваються зверху.

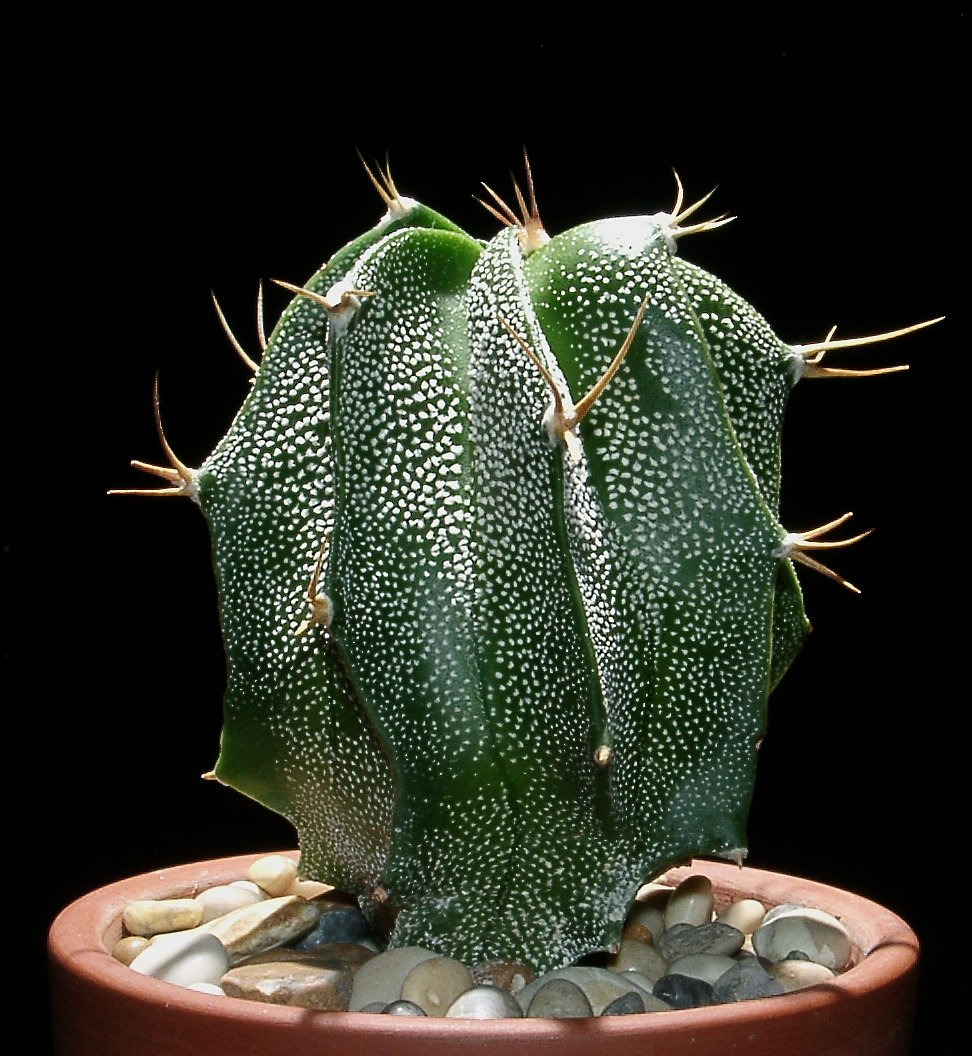
Astrophytum ornatum

Батьківщина: Мексика.

## Різновиди
- Astrophytum ornatum subsp. glabrescens
- Astrophytum ornatum v. mirbelii
- Astrophytum ornatum f. virens